# 前奏曲Op.28, No. 21 (蕭邦)

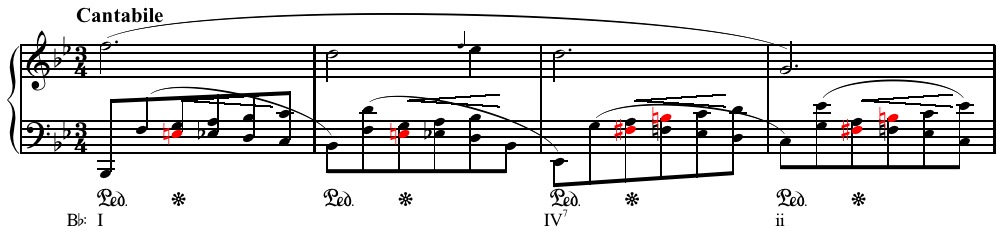
前奏曲No. 21開首中的半音音階非和聲音（紅色）

前奏曲Op. 28, No. 21為蕭邦24首前奏曲中的樂曲，為降B大調，如歌（Cantabile），3/4拍。
起初右手彈着簡單的旋律，伴隨着左手的半音音階樂句（因此需圓滑而快速地處理不同的音程），但後來右手亦不時參與半音音階的部分。其中的不和諧音使樂曲具不確定的氣氛，顯得半悲半喜。
阿爾弗雷德·科爾托將其稱為“獨自回到告解的地方”（Retour solitaire à l'endroit des aveux），汉斯·冯·彪罗將其稱為“星期日”（Sunday），兩者皆有宗教含義。

## 外部連結
- 前奏曲, Op. 28：国际乐谱典藏计划上的乐谱
- 来自乌托邦计划（英语：Mutopia Project）的多种格式乐谱 （页面存档备份，存于）